# ジェームズ・ディーン
ジェームズ・ディーン（James Dean、1931年2月8日 - 1955年9月30日）は、アメリカ合衆国の俳優。愛称はジミー（Jimmy）。
自身の孤独と苦悩に満ちた生い立ちを迫真の演技で表現し名声を得たが、デビュー半年後に自動車事故によって24歳の若さでこの世を去った伝説的俳優である。非常に短い活動期間ながら、彼の存在は映画界のみならず、ロックンロール、ティーンエイジャーのライフスタイル、カウンター・カルチャーなどにも影響を与えた。

## 生涯
後にロサンゼルスの退役軍人病院の歯科技工士となる父ウィントン・ディーンと母ミルドレッド・ウィルソンのもとに、インディアナ州マリオンで生まれる。父はメイフラワー号に遡る家系であり、母はインディアンの血が半分入る家系だと、ジェームズは述べている。しかし、父母は行きずりの恋から始まったできちゃった結婚だったことから、父ウィントンは息子のジェームズの誕生を喜ばなかったという。反対に、父親に無視される事となったジェームズに母ミルドレッドは深い愛情を注いだという。
1937年の6歳時、父が歯科技工士になるためロス近郊サンタモニカに越してきた。ジェームズが9歳の時、母ミルドレッドが卵巣がんで亡くなると、父ウィントンは出身地のインディアナ州フェアマウントで農場を営むクエーカーの姉夫婦に彼を預け、そこで育てられた。
高校時代から演劇に興味をもち、カリフォルニア大学ロサンゼルス校（UCLA）の演劇科で学んだ。舞台やコマーシャルなどに出ていたが、更に俳優としてのキャリアを追い求めるために中退、ニューヨークに移った。そこで1950年代の『Kraft Television Theater』、『Danger』や『General Electric Theater』のようなテレビ番組の何編かに出演した。この頃よりジェームズはアンドレ・ジッドの『背徳者』に心酔してハリウッドへ行き、映画スターとなることを夢見るようになる。

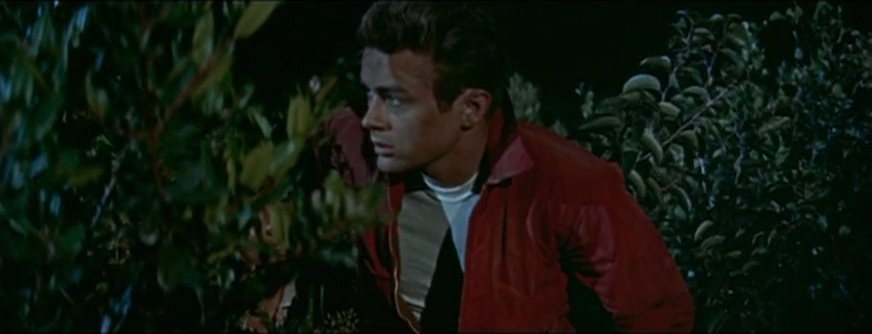
『理由なき反抗』の予告編に出演するディーン

『底抜け艦隊』等の映画の端役をいくつかこなした後、1955年に『エデンの東』のキャル・トラスク役で初めて主役を演じて認められた。彼はこの役でアカデミー賞の主演男優賞にノミネートされた。この後、続けざまにその年の『理由なき反抗』で主役を、『ジャイアンツ』で準主役を演じ、またもやアカデミー賞にノミネートされることになる。
しかしながら後述のように、ディーンが生きている間にその名を世間一般に知らしめたのは、結果的には『エデンの東』の演技を通してのみとなった（なお日本での初公開は、その『エデンの東』すら死後だった）。そのため、生前における彼に対するイメージはあくまでも"新進気鋭の注目若手俳優"といった位置付けのみに留まり、存命中にはその人気と実力が確立されることはなかった。

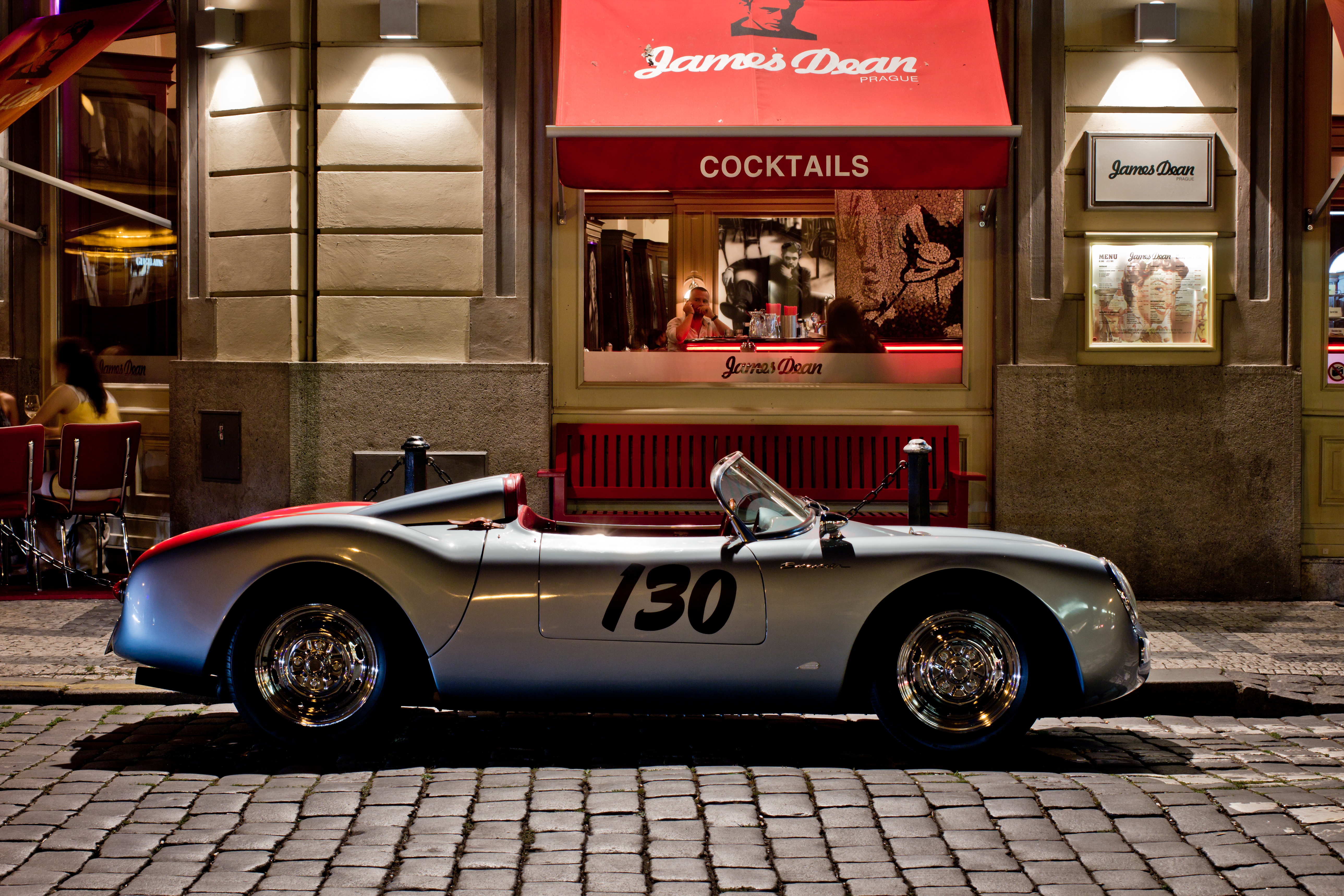
ジェームズ・ディーンペイントが施されたポルシェ・550スパイダーとプラハにあるバーガーショップ「James Dean Prague」

『ジャイアンツ』の撮影終了1週間後の9月30日、ジェームズはサリナスで行われるレースに向かうために同乗者の自動車整備士ラルフ・ウッタリックと共に、愛車であるシルバーのポルシェ・550スパイダーでカリフォルニア州の州道を走行中、午後5時15分にショラム近郊にある州道46号線と41号線の東側の分岐点で、交差点を転回していたフォードに衝突した。ウッタリックは車外に投げ出されて骨折、フォードの運転手も軽傷で済んだが、ジェームズは車内に閉じ込められ、首の骨を含む複雑骨折、内臓損傷などでほぼ即死状態であった。
事故原因はディーン側のスピード超過による完全な過失として当初扱われたが、後に車両の残骸とディーンの体の位置が、違反とされる速度とは矛盾していることが指摘された（しかし彼が事故の約2時間前にスピード違反の切符を切られていたことも事実であった）。事故直前にブラックウェルズ・コーナーにあるテキサコロストヒルズに隣接するガソリンスタンドで給油を行うディーンの写真が撮影されたが、これがディーンが亡くなる直前に撮られた写真として有名である。

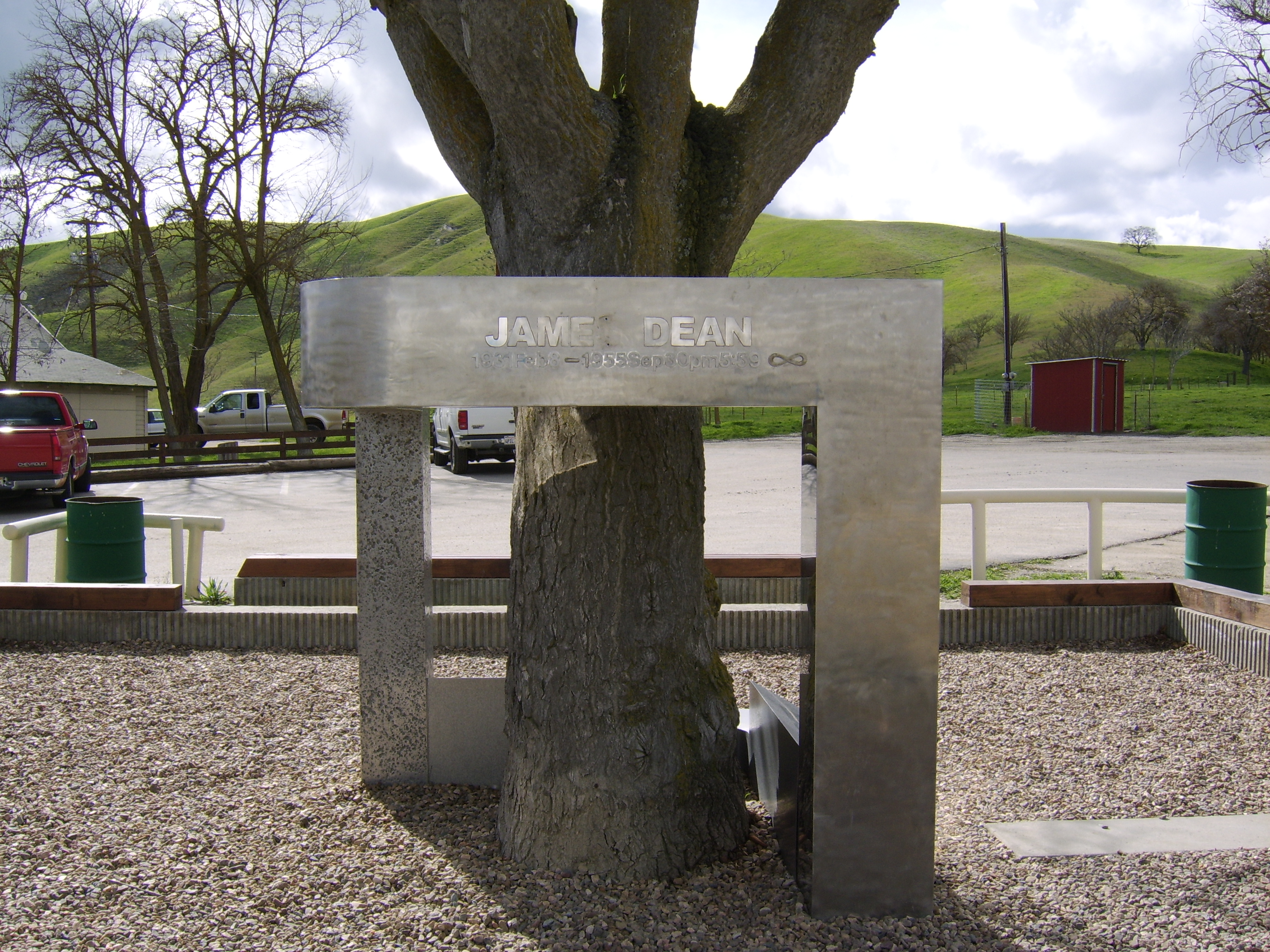
事故現場近くのモニュメント（水井康雄作）

同年10月8日、故郷フェアマウントのフェアマウントフレンズ教会で葬式が執り行われた。棺桶は彼の重傷を隠すために閉じたままであった。推定600人の会葬者が参列し、さらに2,400人のファンが建物の外に集まった。遺体はフェアマウントにある公園墓地に埋葬され、現在も献花が絶えない。また後年には、ディーンの世界的コレクターであった大西清太が彫刻家の水井康雄に依頼し、事故現場にモニュメントを設置した。そこには「JAMES DEAN 1931Feb8 - 1955Sep30pm5:59 ∞」の文字が刻まれている。
『理由なき反抗』は死から約1か月後の10月27日に公開され、遺作『ジャイアンツ』はその約一年後の1956年10月10日に公開された。最初の長編出演（feature role）でアカデミー賞にノミネートされたのはディーンを含めて5人しかおらず、また死後に2度ノミネートされたのは彼だけである。

## 人物像
ディーンの性格には、感情を表出しながらも内向的な側面があった。デビュー作『エデンの東』の著者であるジョン・スタインベックは「気難しい性格で、反抗的かつ感情的でありながら同時に冷静な一面も持ち合わせており、シニカルで傷つきやすい」と彼を表現し、主人公であるケイレブ・トラスク役へと推薦した。またディーンの友人であった（庇護者とも言えた）デイヴィッド・ダイアモンドは、「ジミーはビンを割って自身の手首を切ろうとしたりと、非常に自己破壊的であった。自殺未遂も何度かあった。マーロンはそれに気づいていた」と述べている。あるいは『ジャイアンツ』で共演した女優エリザベス・テイラーはディーンについて、「彼は傷つくことをとても恐れていました。彼は万が一にもそれが裏目に出て自分自身に対して行使されることを恐れていたのです」と述べている。
高校時代には野球やバスケットボールで活躍したほか、州主催の朗読コンテストでは優勝を飾り、そしてUCLA時代には親友のウィリアム・バストと共にダブルデート（互いに相手は女性）をしたりと、一見順風満帆とも言える学生時代を過ごした。しかしその一方で、生まれながらにして存在していた父親との確執、幼少期に経験した"彼の唯一の理解者"であった母親の死、そしてその後の牧師からの性的虐待や自身の性的マイノリティへの葛藤など、その後ろ向きな生き方は彼の心に暗い影を落とし、常に不安感や孤独感に苛まれていた。そんな状況にあった彼が高校時代に出会った書物が『星の王子さま』であり、「心で見なければものごとはよく見えないってこと。大切なことは目に見えないんだよ」という言葉は、以後彼の信条となった。
俳優としては、模範的な演技や台本にとらわれないアドリブ（メソッド演技法）を多用したことで知られ、『エデンの東』では不仲の父親役を演じるレイモンド・マッセイにわざと嫌われるように、撮影期間中ろくに挨拶もせず横柄に振る舞い、マッセイを本気で怒らせたことがある。時に周りのことを気にもかけないような彼の演技に対するストイックな性格がそれに拍車をかけ、他の役者仲間から「異端児」と呼ばれることも少なくなかった。ディーンは特に『理由なき反抗』の演技で1950年代の若者の鬱屈や反抗を端的に表現した。このため、同時代の多くの若者は彼をモデルにし、そしてその死は多くの同世代の人々に暗い影を落とした。芸歴はわずか4年間、主演俳優になって半年足らずという短いキャリアと突然の死、大規模な公開葬儀がディーンを時代を超えた青春の象徴とした。彼はハリウッドの世俗の垢に呑まれずに生きた俳優として、ある意味幸運であり彼の神格化は完全なものとなった。

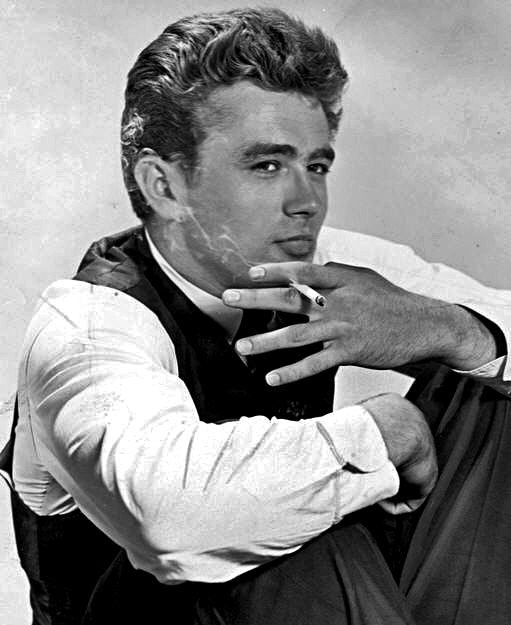
スツールに座ってタバコをふかすディーン（1955年）

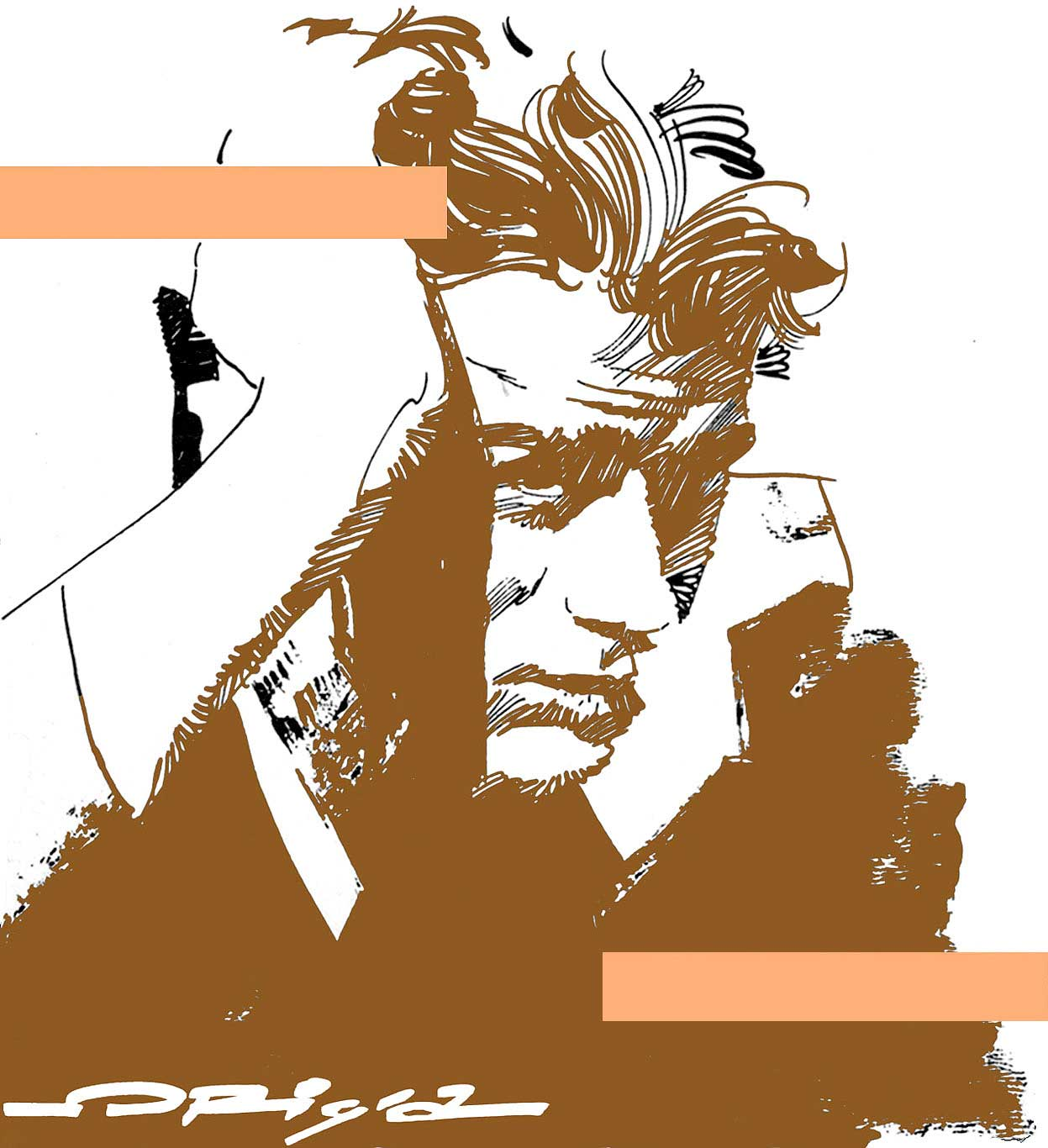
イタリアの芸術家Graziano Origaによって製作されたディーンのポップアート（1975年製作、素材は『エデンの東』のスチル写真）

またディーンは、演技力もさることながら、その小柄でありながら（後述）もスーツからラフなジャケット、ジーンズ、ウエスタンウエアに至るまでのあらゆる衣装を着こなす独自のファッションセンスに、その幼さとアダルトな雰囲気を併せ持つ憂いを帯びたクールでフォトジェニックな表情やしぐさは、他の俳優やモデルに類を見ない魅力を持っていた。彼の短いキャリアの中で撮影された写真の多くは、現代に至ってもなおポスターや雑誌の表紙を幾度となく飾っている。ディーンを撮影した写真家としては、フィル・スターン、デニス・ストック、ロイ・シャット、サンフォード・ロスなどが著名である。中でもデニス・ストックによって1955年初めに撮影された、ディーンが雨の日のタイムズスクエアを黒いトレンチコートのポケットに両手を突っ込み肩をすくめながらタバコをくわえて歩く様子のモノクロスナップは、20世紀を代表する名写真となった。この写真の誕生前後を描いた物語が『ディーン、君がいた瞬間』として2015年に映画化された。
大の愛煙家であったことから、残された写真の多くでタバコが共に写っており（くわえタバコを好んでいた）、一つのアイコンとなっている。加えて強度の近視であったことから私生活では眼鏡を愛用していたが、その姿もまたファッションアイコンとして、今なお多くの人々に注目されている。あるいは、ディーンは主演作のイメージや当時の時代背景、またその早世から「青春の象徴」「若者文化のパイオニア」「永遠の悩める若者像」などとして扱われることも多いが、遺作『ジャイアンツ』で見せた幅広い役回りやスナップ写真で時折見せた野性的かつ渋みのある表情など、その存在感は決して若者の間のみに留まるものではなく、ダンディアイコンとしての役割も果たしていた。
身長は諸説あるが170cm前後であったと言われており、それはハリウッドの「ハイ・ワイド・アンド・ハンサム」という正統派二枚目としての固定観念からは、かけ離れていた。しかし、その体格が彼の哀愁や孤独といったリリカルでブルーなイメージを増幅させ、彼の大きな魅力ともなっていた。彼自身は、「演技をインチ（身長）で評価できるわけないだろう？」という言葉を残している。
こうしたディーンの外見的特徴とそれに伴う独特な存在感は、主役級俳優としての条件にのみならず、人間の姿形の美しさに対する基準にまで影響を与え、その視野を広げたとも言われている。それまでの銀幕スターに見られた、高身長で清潔感のある髪型と服装に、背筋を伸ばし弱さを見せない正統な（いわゆるおとぎ話に登場する「白馬の王子様」のような）イメージから、決して身長が高くなく猫背気味で髪型は無頓着に見え服装もヨレ気味な、そして時折悲愴感を漂わせるアンニュイで反抗的な（アンチヒーロー像とも言える）姿が、ディーンの出現により、また違った"男性の格好良さ"として大衆に強く認識されるようになったのである。

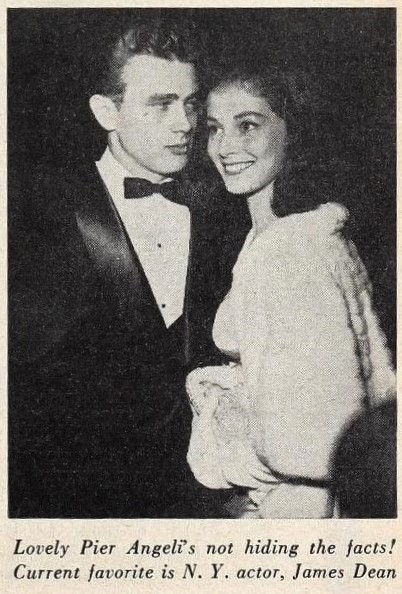
ジェームズ・ディーン&ピア・アンジェリ（1954年）

イタリアの女優ピア・アンジェリと交際していたが、アンジェリ家がローマ・カトリック信者ではないディーンを嫌い、ピアの母親から反対されたこともあって結局2人は短期間で別れている。その後、交際したのは映画007シリーズの初代ボンドガールとして知られるウルスラ・アンドレスであるが、彼女は自らディーンから離れていった。彼自身、ピアとのような純粋な交際ではなかったようである。

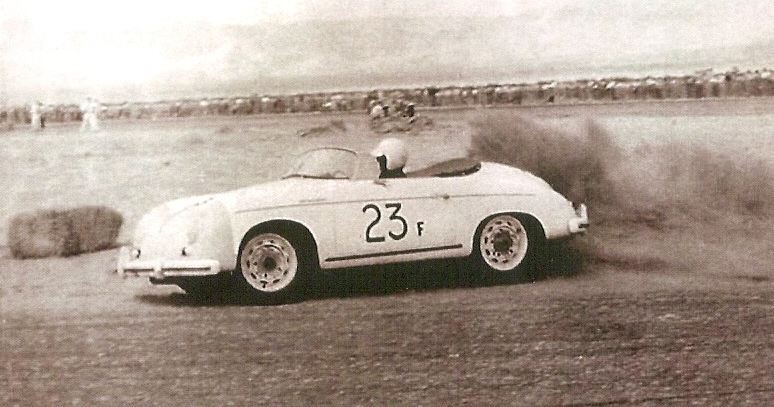
ポルシェ・356スピードスターを操りパームスプリングスを疾走するディーン

ディーンの自動車好きの傾向は、16歳のとき叔父から与えられた1946年製のオートバイWhizzerにはじまり、後にスポーツカーMG-TFを所有したことで顕著に表れた。それは休日になると地元のカーレースに出場するほど本格的なものとなり、レーシングドライバーのケン・マイルズとパームスプリングスで優勝争いを繰り広げたこともあった。配給会社のワーナーはその危険性から『ジャイアンツ』の撮影に向けてディーンにレース活動を禁止したが、先述のように『ジャイアンツ』の撮影終了からわずか1週間後、彼はサーキットに向かう途中で事故を起こした。ディーンはポルシェを乗り継いでおり、事故を起こしたのは356からより高性能な550に乗り換えた直後であった。なお生前に「レースは危なくないか？」と記者に問われた際には「車に乗っていて危険を感じるのはレース場ではなく、一般の車道だ」と語っていた。オートバイも複数所有していたが、中でもトライアンフ・TR5トロフィーは、フィル・スターンが撮影した、くわえタバコにライダースジャケット姿のディーンの写真に登場するオートバイとして有名である。

## 出演作品

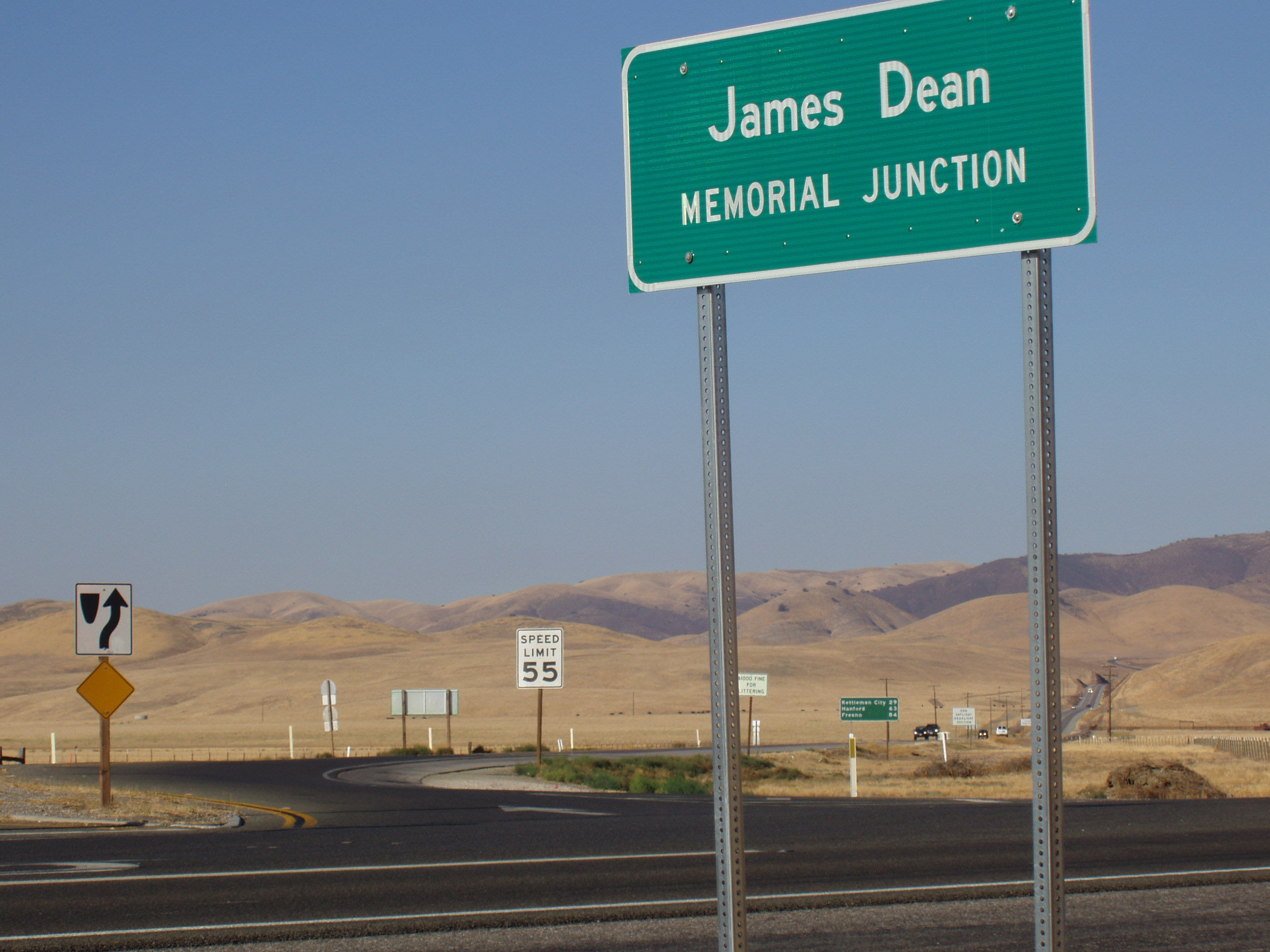
事故現場である州道46号線と41号線の分岐点に立てられた看板

### 映画
- 『勝負に賭ける男』までの出演作品はすべてエキストラのためノンクレジットである。
  - 折れた銃剣 Fixed Bayonets!（1951年）
  - 底抜け艦隊 Sailor Beware（1952年）
  - Has Anybody Seen My Gal?（1952年）
  - Deadline - U.S.A.（1952年）
  - 勝負に賭ける男 Trouble Along the Way（1953年）
  - エデンの東 East of Eden（1955年）
  - 理由なき反抗 Rebel Without a Cause（1955年）
  - ジャイアンツ Giant（1956年）

### 伝記映画
- ディーン自身の映画化、またモデルとして描かれた映画。
  - 傷心/ジェームズ・ディーン愛の伝説（1996年）
  - DEAN/ディーン（2001年） - テレビ映画
  - ディーン、君がいた瞬間（2015年)

## 日本語吹き替え
主に担当したのは、以下の人物である。
野沢那智
『エデンの東』(テレビ朝日版)、『ジャイアンツ』で担当。最も多く吹き替えている。
池田秀一
『エデンの東』(機内上映版)、『理由なき反抗』(TBS版)で担当。『ジャイアンツ』(TBS版)ではディーンの吹き替えはしていないものの、デニス・ホッパーの吹き替えで出演している。
堀勝之祐
『理由なき反抗』(NETテレビ版)で担当。

## エピソード / トリビア

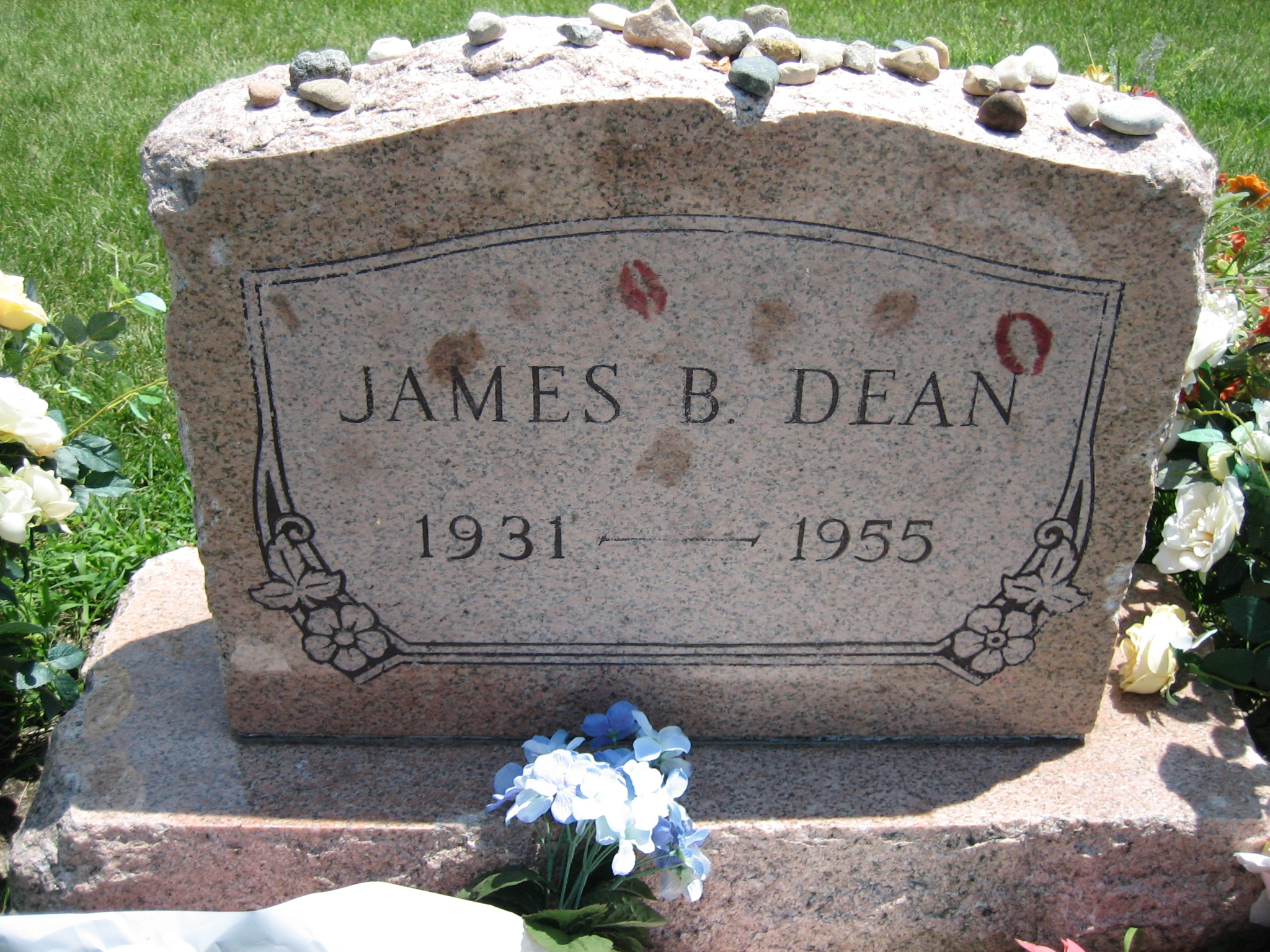
故郷フェアマウントに造られたディーンの墓

ディーンのサイン

### 著名人との関係
- ディーンはマーロン・ブランドと友人であったが、それ以上の関係なのではないかと噂された。その後出版された伝記本などの中で二人は性的な繋がりがあったと記されている[16][17]。ダンフォース・プリンスとダーウィン・ポッター著によるディーンのバイオグラフィー本の中で二人の関係はサドマゾキズム的であったと表され、ディーンの友人である俳優スタンリー・ハガートは二人の関係は猫とネズミのように一方が優位な立場だとして、ブランドが猫、ディーンがネズミだったとした[16]。更にハガートはブランドが他の人との性行為をディーンに見せつけたり、ディーンをアパートの外で何時間も待たせたりしたと明かしている[16]。
- デビュー作『エデンの東』のプレミア試写会では、マリリン・モンローが看板娘として華やかに公開されたが、ディーンはその会への出席を拒否していたため[注 7]、伝説の二人のツーショットは実現しなかった。ディーンとモンローは、お互いに1950年代を席巻し、そして同じく風のように去っていった、空想上の伝説的カップルとして、アート作品やフェイク写真が多数製作されている（二人が会ったという記録は公式には存在しない）。
- 『理由なき反抗』で知り合い意気投合したデニス・ホッパーとは、短い間だったものの親友であった。また俳優時代のロナルド・レーガンとは共演経験があり、2010年にその映像が再発見された。 20世紀を代表する名優であるマーロン・ブランドやポール・ニューマンとも生前に親交があった。その親交を同性愛的で特別なものであったと伝える記事もある[18]。
- ディーンは映画『傷だらけの栄光』の主役に決まっていたが、急死したことで代わりにポール・ニューマンが演じることとなり、ディーンと後に大スターとなるスティーブ・マックイーンの共演は実現しなかった。
- 死の2年後に製作されたドキュメンタリー映画『ジェームズ・ディーン物語（英語版）』では、そのサウンドトラックをジャズトランペッターのチェット・ベイカーらが演奏し、パシフィック・ジャズ・レコードから正式に発売された。チェットは、そのよく似た容姿と物憂げな演奏や歌声から"ジャズ界のジェームズ・ディーン"と謳われ1950年代に同じく全盛期を迎えたが、奇しくも彼もまた後にディーンと同じく悲劇的な人生を送ることになった。なおチェットとディーンは、生前に2、3度会っており、親交があったと言われている[19]。チェットのディスコグラフィの中でディーンを直接的に表現したものは前述のアルバムしかないものの、現在でも彼の演奏と歌声はディーンを形容する音楽性として認識されている。因みにディーン自身は、アフリカの民族音楽からバルトークやストラヴィンスキーといった近代クラシック音楽、フランク・シナトラといったジャズ/ポピュラー音楽に至るまで、様々なジャンルの音楽を好んでいたという[10][11]。
- エルヴィス・プレスリーは熱烈なJimmyファンであり、彼を目標に掲げ、『理由なき反抗』のセリフを全て暗記していた。また、エルヴィスの主演映画『闇に響く声』は、元々はディーン主演で撮影が予定されていた映画であったが、彼の急死によって急遽エルヴィスが主役に抜擢されたという経緯があり、エルヴィスはこの作品で「役者として最良の演技をした」と評され代表作となった。そしてまたエルヴィスも、1977年にディーンと同じく悲劇的な死を遂げたのは周知の通りである。なおディーンの存在はロックンロールの音楽性を大幅に発展させたとも言われており、彼が与えたその影響はプレスリーに留まらずエディ・コクランやジーン・ヴィンセントにまで及んだ[20]。
- 勝新太郎は、父親が参加する1954年の「アヅマカブキ」のアメリカ巡業に三味線弾きとして同行した際に、現地で立ち寄った20世紀フォックス撮影所でディーンを紹介される。勝は、そのボサボサ頭にヨレヨレのシャツを着た彼の姿に衝撃を受け、これなら自分もスターになれるかもしれないと思い、俳優になることを決意した[21]。
- 俳優のジェームズ・フランコは、容姿がディーンに似ていることから伝記映画『DEAN/ディーン』の主人公に抜擢され、ゴールデングローブ賞を受賞したが、この二人はファーストネームが同じ"James"であるのに加え、職業も同じ、UCLA中退という経歴まで同じの異様なシンクロぶりであった。

### 楽曲
- 洋楽では、カントリー・ロックのイーグルスの楽曲に、「ジェームズ・ディーン」がある（シングルおよび3枚目のアルバム『オン・ザ・ボーダー』に収録）。グー・グー・ドールズの『ジェッド』アルバムの14曲目に「ジェームス・ディーン」が収録されている[22]。また、モリッシーの「スエードヘッド」のプロモーション・ビデオはディーンをテーマに構成されている。
- 邦楽では、岡林信康の「ジェームス・ディーンにはなれなかったけれど」、原田真二の「てぃーんず ぶるーす」、甲斐バンドの「HERO（ヒーローになる時、それは今）」、佐野元春の「アンジェリーナ」、Johnnyの「ジェームス・ディーンのように」、大沢逸美の「ジェームス・ディーンみたいな女の子」、浜田省吾の「反抗期」等々、タイトルや歌詞中にジェームズ・ディーンが登場する。またザ・クロマニヨンズのアルバムにも、やはりディーンを歌った楽曲が収録されている。
- UKシンプリー・レッドのギタリスト鈴木賢司が日本で活動していた当時の代表曲に「理由なき反抗」があり、英題もディーン主演の映画同様「Rebel Without a Cause」となっている。
- 日本人の著名なファンとしては、小森和子などがいる。

### オークション
- ディーンがニューヨーク時代に2年間交際していた女性とのラブレター3枚が、2011年に約36,000ドル（約360万円）で落札された[23]。その手紙の内容には、映画の撮影中にホームシックになることへの嘆きや、インモラリストによるブロードウェイの舞台構成への批判も含まれていた。
- ディーンが下積み時代から愛用していた1889年製の懐中時計が2013年に32万5000香港ドル（約400万円）で落札された[9]。
- 『理由なき反抗』で着ていた赤いジャケットが2018年にオークションに出品され、予想落札額は40〜60万ドル（4,200〜6,400万円）とされた[24]。なお落札されたかどうかは不明。
- ディーンがある自動車イベントの際にそのステアリングを握って賞賛し、またフィル・ヒルがその車両でレースに参加し、そしてポルフィリオ・ルビロサが実際に所有していたという、屈指の経歴を持つ1954年製のフェラーリ・500モンディアル（英語版）が2018年12月にオークションに出品された[25]。予想落札価格は600万ドル（約6億円）とされたが、落札されたかどうかは不明。

### その他
- 生前に"Dream as if you'll live forever. Live as if you'll die today.（永遠に生きるつもりで夢を抱け。 今日死ぬつもりで生きろ）"と述べたといい、彼の人生観を表した名言として知られている[26]。
- 『理由なき反抗』と『ジャイアンツ』で穿いていたジーンズは、リーの「ライダース101」で、リーバイスではない。
- 『理由なき反抗』で着ていた赤いジャケットは、マクレガー社の防寒用上着「ナイロン・アンチフリーズ」で、ゴルフ用ジャケットの「ドリズラー」ではない。また、スイングトップと呼ぶのは間違いで、実際は日本のヴァンジャケットが創作した和製英語である。
- 遺作『ジャイアンツ』のラスト・シーン（晩年のジェット・リンクが倒れる）はジョージ・スティーブンスの意向に沿わず、セリフはカットされ『理由なき反抗』で共演したニック・アダムスによる吹き替えである。
- ディーンはポルシェ・550を"Little Bastard（リトルバスタード）"と名付け大切にしていたが、事故を起こす前から知人らには不吉な想いを感じさせていたという[27]。その予感は俳優のアレック・ギネスに｢あの車に乗っていたら、来週には死体で発見されるかもしれない｣とまで語らせた。また事故車両の残骸は至る所を転々としたが、その車両の存在する各所で不慮の事故が発生したため、"ポルシェ・550の呪い"と言われた。
- 1996年公開の映画『クラッシュ』には、事故の模様を本物のポルシェ・550を使って完全再現するシーンが出てくる。
- ディーンの墓は理由は不明だがピンクのような色をしており、多くのファンによって削り取られたりキスマークがつけられている[28]。
- 故郷インディアナの生家は「ジェームズ・ディーン・ギャラリー（James Dean Gallery）」として記念館に改装され、無料公開されている。またその付近には彼の名を冠した記念公園もいくつか存在する。
- 初代ウルトラマンのファイティングポーズは、『理由なき反抗』の中でディーンが猫背にナイフを構えている姿から生み出された。そしてそのポーズは、後に『新世紀エヴァンゲリオン』の初号機のファイティングポーズにも採用された[29]。
- 『ジャイアンツ』の公式カメラマンであった写真家サンフォード・ロスが撮影したディーンが事故死するまでの85日間を撮影した「オリジナルの写真ネガ」は神戸在住のコレクター大西清太が、1987年にロスの妻から受け継ぎ出版し(下記参照)、2016年3月から3年以上かけデジタル修復も行った[30][31]。
- 落語家の六代目三遊亭円楽は「ディーンと同じ誕生日（2月8日）」ということを落語のまくらや笑点でのネタにしていたが、命日（9月30日）も同じとなった。

## 主な日本語文献
- 『ジェームズ・ディーン写真集　天才俳優最後の85日』      
サンフォード・ロス撮影、文藝春秋、1986年
  - 増訂版『ジェームズ・ディーン写真集　命、煌いて』日之出出版、2011年
- 『ジェームズ・ディーン写真集』ロイ・シャット撮影、小林宏明訳、ソニーマガジンズ。再版多数
- 『ジェームズ・ディーン』デニス・ストック撮影、ヤマハ出版、1988年
- 『ジェームズ・ディーン写真集　ジミーへの手紙』近代文芸社、1994年
- 『ジェームズ・ディーン スタイル』スクリーン特別編集、近代映画社、2004年

以下は伝記
- ヴェナブル・ハーンダン『ジェームズ・ディーン』高瀬鎮夫訳、早川書房、新版2005年
- ウィリアム・バースト『ジェームズ・ディーン　ある友情の証言』伊藤敦子訳、新潮社、1985年／新版・同文書院、1993年
- ポール・アレクサンダー『ジェームズ・ディーン　破れた夢の道　その生涯、時代、伝説』近代文芸社、1994年
- ドナルド・スポト『ジェームズ・ディーン　反逆児、その生涯と伝説』永井喜久子訳、共同プレス、1997年
- ジョージ・ペリィ『ジェームス・ディーン』バジリコ、2005年。写真多数

## 音楽
- 『ジェームス・ディーンのすべて』（LP、P-6355W）ワーナーパイオニア、1975年。　主演3作品名場面の音楽（オリジナルサウンドトラック）と台詞集